# Ezequiel M. Gracia
Ezequiel María Gracia Lima (Tlaxco, Tlaxcala, 12 de octubre de 1891-1976) referido comúnmente como Ezequiel M. Gracia fue un agrónomo y político mexicano, integante del Partido Revolucionario Institucional (PRI) y sus antecesores. Fue senador por Tlaxcala de 1948 a 1952.

## Biografía
Estudió los primeros tres años de primaria en Tlaxco, y los siguientes tres y la secundaria en la Calpulalpam, se desempeñó como asistente de profesor de segundaria de 1906 a 1908, de 1909 a 1914 estudió en la Escuela Nacional de Agricultura de San Jacinto con una beca del gobierno de Tlaxcala, egresando como ingeniero agrónomo. En dicha escuela coincidió con Marte R. Gómez.
En 1914 colaboró con Miguel E. Schulz en la medición topográfica de la antigua hacienda de Antonio Tamariz, en 1915 fue secretario de la comisión agraria de Calpulalpan y como tal participó en los deslindes topográficas de las antiguas haciendas repartidas a los campesinos de su pueblo natal, junto a Domingo Arenas. En 1918 fue elegido diputado a la XXV Legislatura del Congreso del Estado de Tlaxcala que tuvo carácter de constituyente y tuvo término en 1920; siendo reelegido a la XXVI Legislatura de 1921 a 1923.
De 1920 a 1930 fue ingeniero auxiliar en el Departamento de Asuntos Agrarios y Colonización. En 1934 fue agente del Banco Nacional de Crédito Agrícola, de 1935 a 1928 agente del Banco Nacional de Crédito Ejidal en Nayarit, y de 1938 a 1940 funcionario en sus oficinas centrales; de 1940 a 1943 agente de la Secretaría de Agricultura y Ganadería en Zacatecas, Morelos y Tlaxcala.
En 1943 es elegido nuevamente diputado al Congreso de Tlaxcala, integrando la XXXVII Legislatura de dicho año al de 1945. En 1946 es postulado candidato del PRI y elegido Senador suplente en primer fórmula por el estado de Tlaxcala, siendo senador propietario Mauro Angulo; fueron elegidos para las Legislaturas XL y XLI que tendrían término en 1952. El 17 de febrero de 1948 Mauro Angulo murió asesinado en la Ciudad de México; en consecuencia, el 19 de octubre siguiente Gracia fue convocado a tomar protesta y asumir la senaduría hasta el fin del periodo constitucional.
En 1952 al terminar su encargo, fue nombrado director de Agricultura del gobierno de Tlaxcala, y luego el mismo año agente del Banco Nacional de Crédito Ejidal en el estado. Posteriormente entre 1957 y 1959 ejerció como profesor de Secundaria y Preparatoria; falleció en 1976. Su padre, José Isabel Gracia García, fue presidente municipal de Calpulalpan y su hija, Alma Inés Gracia Torres, fue diputada local y federal.